# NGC 5395
NGC 5395 este o hi (21cm) source⁠(d) situată în constelația Câinii de Vânătoare. A fost descoperită în 16 mai 1787 de către William Herschel. Se află la o distanță de 50,3 de megaparseci de Pământ.